# Toxophora lepidocera
Toxophora lepidocera är en tvåvingeart som först beskrevs av Andretta och Carrera 1950.  Toxophora lepidocera ingår i släktet Toxophora och familjen svävflugor. Inga underarter finns listade i Catalogue of Life.